# Liste des gratte-ciel de Xi'an
Depuis la construction du Wannian Hotel en 1988, une soixantaine de gratte-ciel (immeuble de  100 mètres de hauteur et plus) ont été construits à Xi'an en Chine, un nombre nettement plus faible que dans les grandes villes chinoises équivalentes.

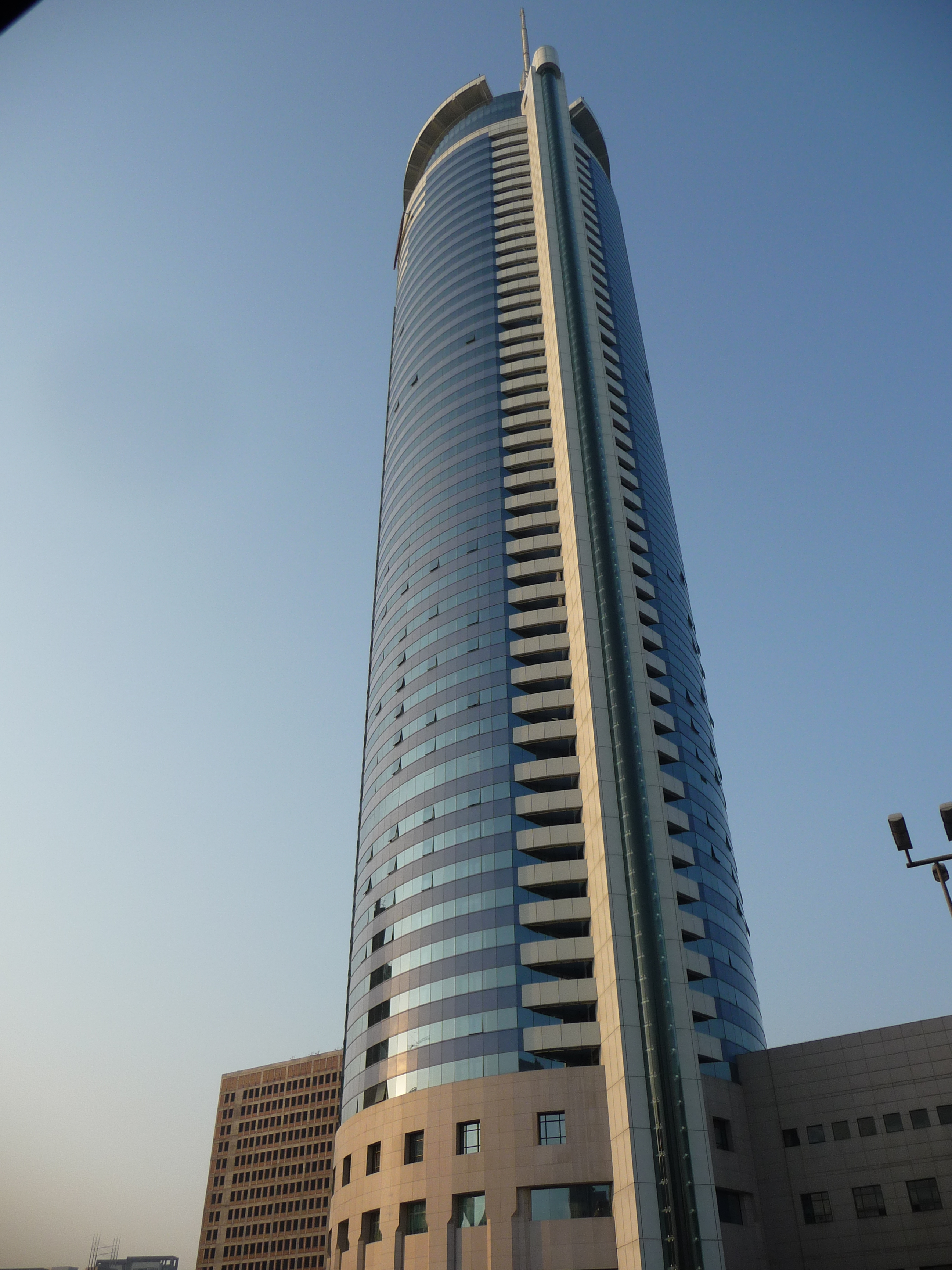
Shaanxi Information Mansion

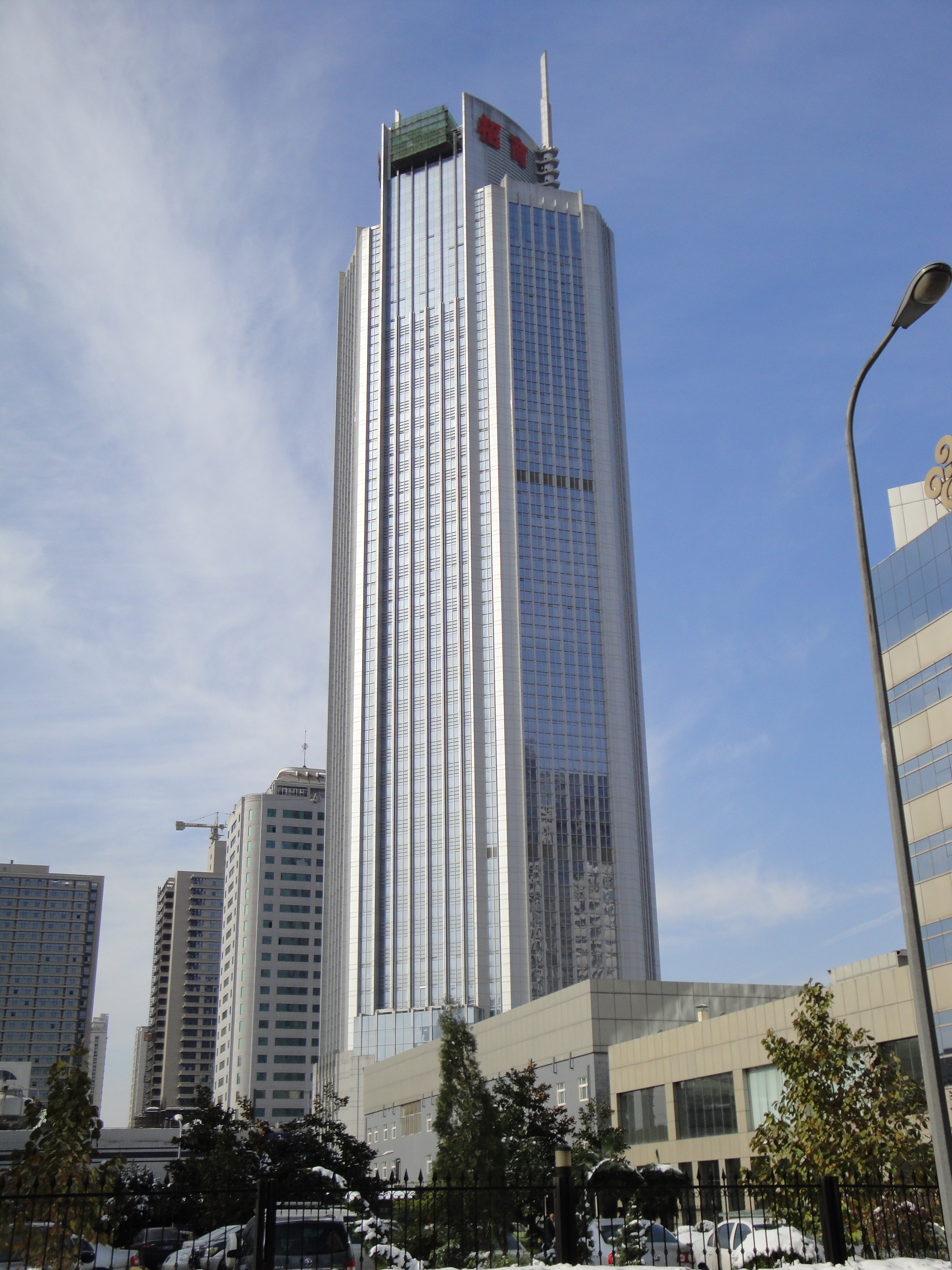
Westport International Mansion

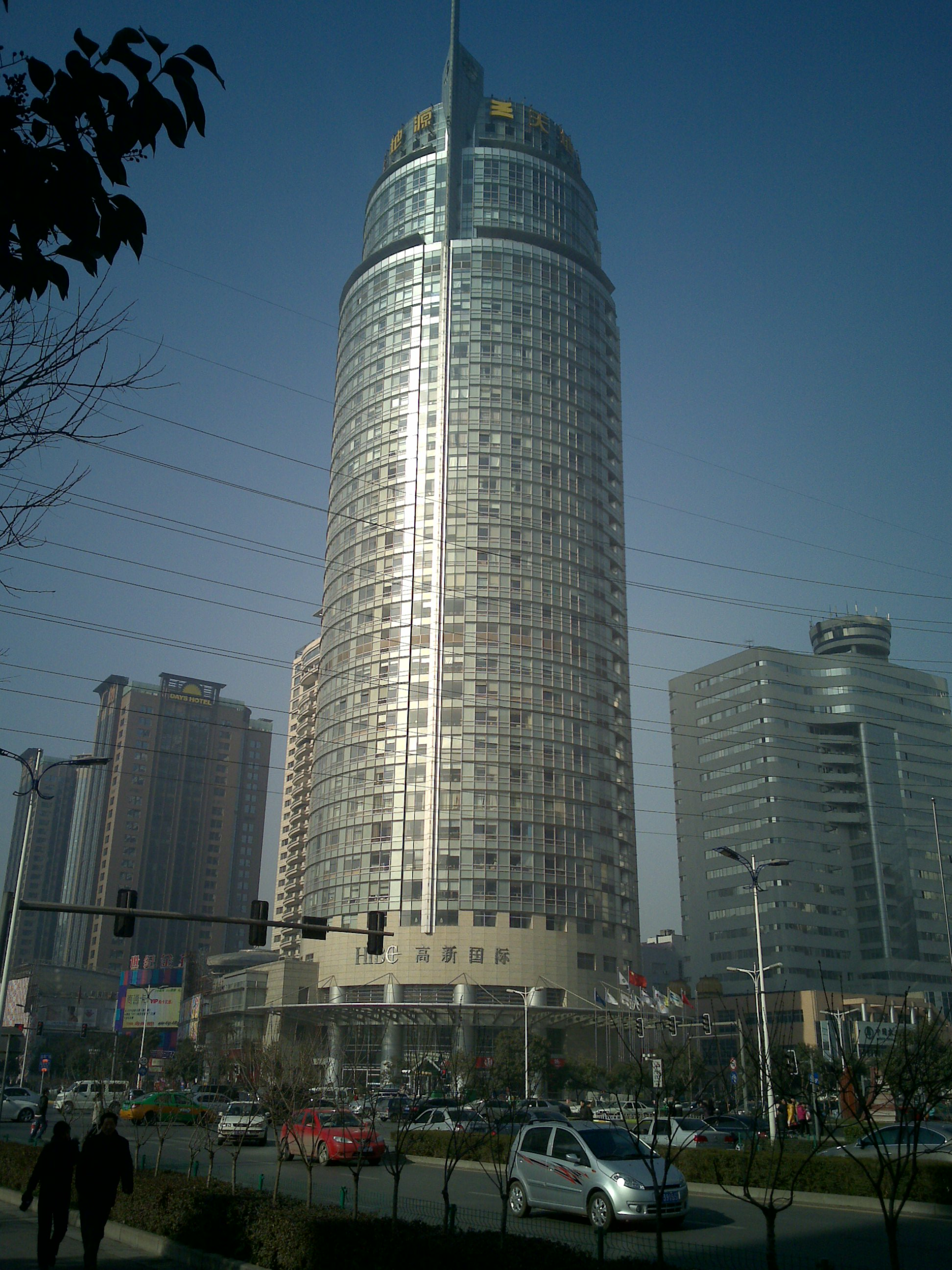
Xi An Hi-Tech International Business Centre Office Tower

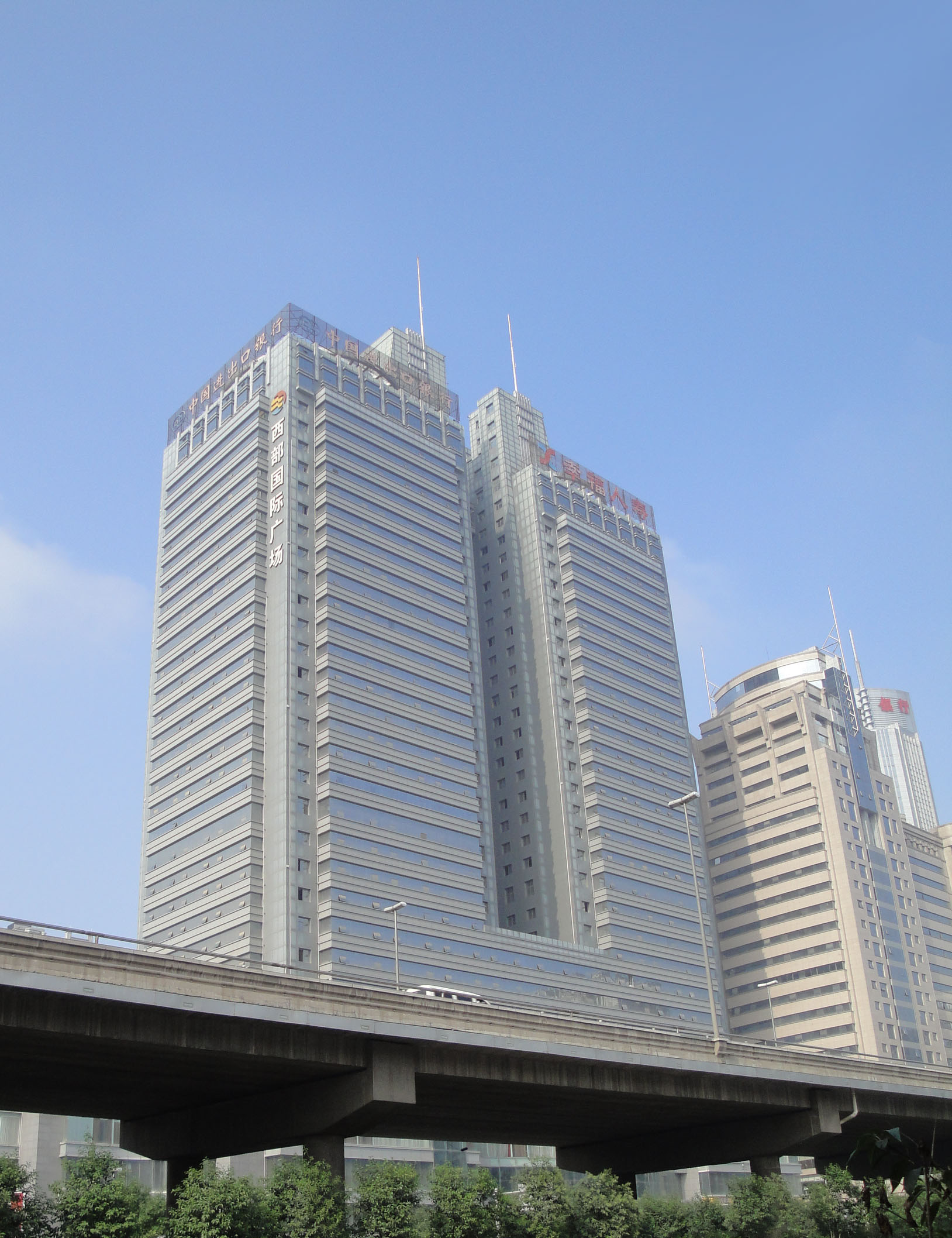
West International Plaza

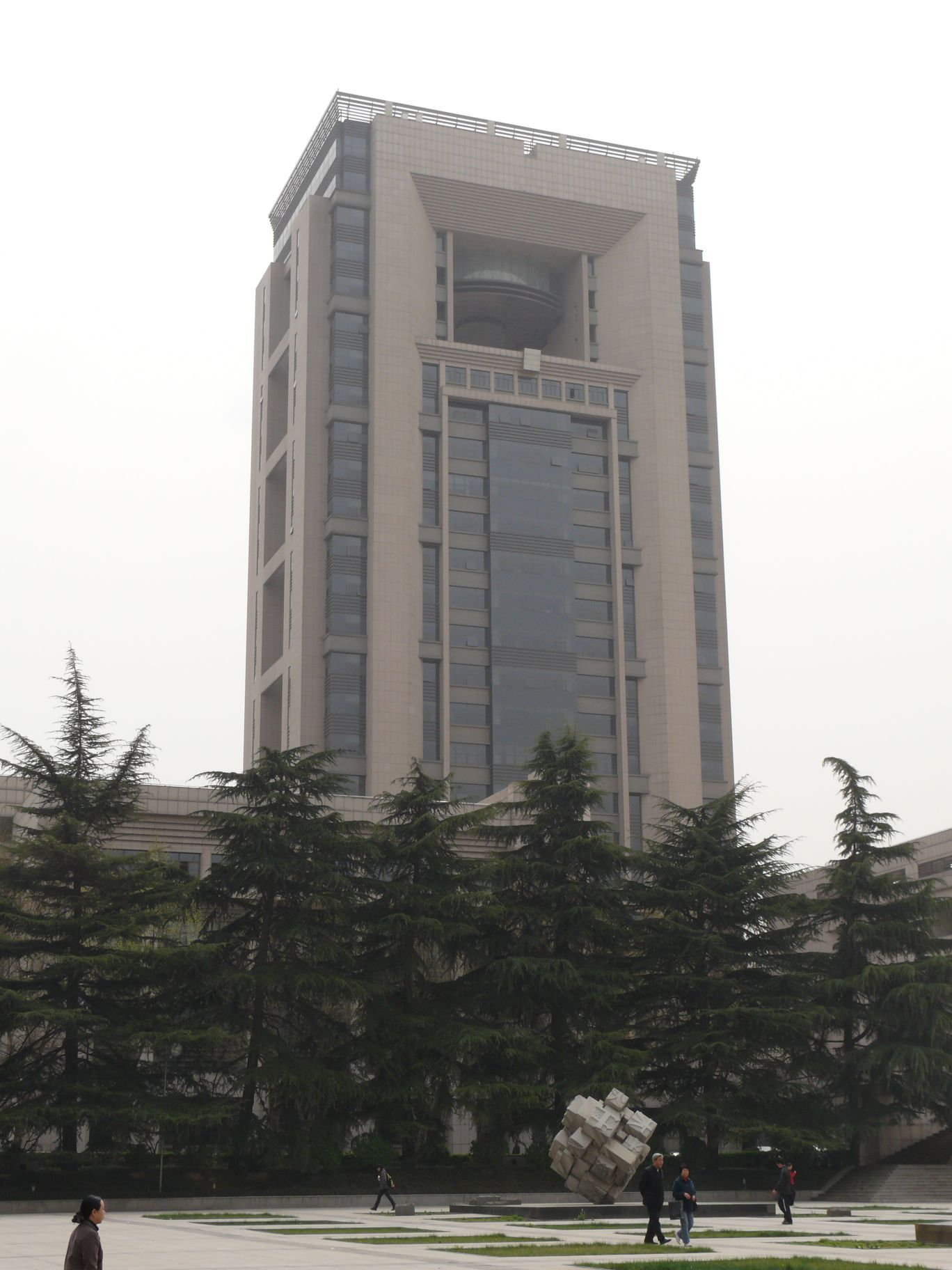
Xi'an Jiaotong University Teaching Building

En janvier 2017, la liste des immeubles d'au minimum 100 mètres de hauteur est la suivante d'après Emporis, Skyscraperpage et le site chinois Gaoloumi ,,

## Gratte-ciel construits
| Rang | Nom                                                          | Hauteur | Étages | Année |
| ---- | ------------------------------------------------------------ | ------- | ------ | ----- |
| 1    | Glory・Xi'an International Financial Center                  | 350 m   | 75     | 2017  |
| 2    | Greenland Center Tower 1                                     | 270 m   | 57     | 2016  |
| 3    | Xi`an Center                                                 | 230 m   | 54     | 2016  |
| 4    | Shaanxi Information Mansion                                  | 228 m   | 51     | 2006  |
| 5    | Maike Business Center Tower 1                                | 218 m   | 50     | 2017  |
| 5    | Westport International Mansion                               | 218 m   | 48     | 2008  |
| 7    | Shaanxi Yanchang Petroleum Headquarters                      | 217 m   | 46     | 2017  |
| 8    | Xi An Hi-Tech International Business Centre Office Tower     | 197 m   | 40     | 2003  |
| 9    | Xi'an Telecommunications Hinge Center                        | 168 m   | 35     | 1999  |
| 10   | Shanxi Telecom&Network Tower                                 | 161 m   | 36     | 2004  |
| 11   | Xian Kempinski Hotel                                         | 148 m   | 32     | 2015  |
| 12   | Chuangye Plaza                                               | 136 m   | 27     | 2006  |
| 13   | Dongshang She Quwang 4                                       | 135 m   | 36     | 2006  |
| 13   | Dongshang She Quwang 5                                       | 135 m   | 36     | 2006  |
| 13   | Dongshang She Quwang 6                                       | 135 m   | 36     | 2006  |
| 13   | Dongshang She Quwang 7                                       | 135 m   | 36     | 2006  |
| 17   | Jitai Xinyuan Tower 1                                        | 124 m   | 33     |       |
| 17   | Jitai Xinyuan Tower 2                                        | 124 m   | 33     |       |
| 17   | Jitai Xinyuan Tower 3                                        | 124 m   | 33     |       |
| 17   | Jitai Xinyuan Tower 4                                        | 124 m   | 33     |       |
| 21   | West International Plaza 1                                   | 118 m   | 38     | 2008  |
| 21   | West International Plaza 2                                   | 118 m   | 38     | 2008  |
| 21   | Millennium Star Mansion                                      | 118 m   | 30     | 2004  |
| 21   | Western Electronic Information Mansion                       | 118 m   | 30     |       |
| 25   | Changan Daxue 215                                            | 117 m   | 31     |       |
| 25   | Xitaoyuan Century Mansion Tower 1                            | 117 m   | 31     |       |
| 25   | Xitaoyuan Century Mansion Tower 2                            | 117 m   | 31     |       |
| 28   | Daminggong Wanda Plaza                                       | 113 m   | 30     | 2012  |
| 28   | Miluo Lanshan 1                                              | 113 m   | 30     | 2007  |
| 28   | Dongshang She Quwang 1                                       | 113 m   | 30     | 2006  |
| 28   | Dongshang She Quwang 2                                       | 113 m   | 30     | 2006  |
| 28   | Dongshang She Quwang 3                                       | 113 m   | 30     | 2006  |
| 28   | Gezuo Huayuan                                                | 113 m   | 30     | 2006  |
| 28   | Wuzhou Business Center Tower A                               | 113 m   | 30     | 2006  |
| 28   | Wuzhou Business Center Tower A                               | 113 m   | 30     | 2006  |
| 28   | Hai Xing City Plaza                                          | 113 m   | 30     |       |
| 28   | Wannian Hotel                                                | 113 m   | 30     | 1988  |
| 38   | CITIC Mansion                                                |         | 30     |       |
| 38   | Dibiao Anshun Century Plaza                                  |         | 30     |       |
| 40   | Xi'an International Trade Centre                             | 110 m   | 32     |       |
| 40   | Cuiting Tower                                                | 110 m   | 32     |       |
| 40   | Wuzhou International                                         | 110 m   | 28     |       |
| 40   | Greenview House                                              | 110 m   | 32     | 2005  |
| 44   | Haijia Yunding                                               | 109 m   | 29     | 2004  |
| 45   | Xi'an Jiaotong University Teaching Building                  | 107 m   | 23     | 2004  |
| 46   | Fanmei Tower                                                 | 105 m   | 28     |       |
| 46   | Yunjin Xingqingyuan                                          | 105 m   | 28     |       |
| 46   | Changqing Mansion                                            | 105 m   | 28     |       |
| 46   | Zhongdeng Mansion                                            | 105 m   | 28     |       |
| 46   | New Century Mansion                                          | 105 m   | 28     |       |
| 46   | Northwest News Building North Tower                          | 105 m   | 28     | 2004  |
| 46   | Tianyu Gloria International Hotel                            | 105 m   | 28     |       |
| 53   | Lihua Mansion                                                |         | 28     |       |
| 54   | Yu Dao Hua Cheng Tower B                                     | 104 m   | 28     |       |
| 55   | Langchen Mansion                                             | 102 m   | 27     |       |
| 55   | Huarong International Business Tower                         | 102 m   | 27     |       |
| 57   | High-Tech International Business Centre Residential Building | 100 m   | 30     | 2003  |
| 57   | Fortune Center 1                                             | 100 m   | 28     |       |
| 57   | Fortune Center 2                                             | 100 m   | 28     |       |
| 57   | Gaoke Square                                                 | 100 m   | 26     | 2003  |
| 57   | Huixin Tower                                                 | 100 m   | 26     |       |